# Cantone di Verdun-Est
Il Cantone di Verdun-Est era una divisione amministrativa dell'arrondissement di Verdun.
È stato soppresso a seguito della riforma complessiva dei cantoni del 2014, che è entrata in vigore con le elezioni dipartimentali del 2015.
Comprendeva parte della città di Verdun e i comuni di:
- Ambly-sur-Meuse
- Belrupt-en-Verdunois
- Dieue-sur-Meuse
- Génicourt-sur-Meuse
- Haudainville
- Rupt-en-Woëvre
- Sommedieue